# Huis Brunswijk-Grubenhagen
Het Huis Brunswijk-Grubenhagen (Duits: Haus of Linie Braunsweich-Grubenhagen) was een zijtak van het Oudere Huis Brunswijk. Beide huizen waren onderdeel van de Welfen-dynastie. De linie ontstond in 1291 door de verdeling van Brunswijk tussen de drie zonen van hertog Albrecht I de Grote van Brunswijk, waarbij Hendrik I het vorstendom Grubenhagen kreeg. Hendriks opvolgers verdeelden het vorstendom steeds verder onder elkaar. In 1596, met de dood van Filips II, stierf de linie in mannelijke lijn uit. Het vorstendom Grubenhagen werd vervolgens bezet door hertog Hendrik Julius van Brunswijk-Wolfenbüttel.